# Amt Cronshagen
Das Amt Cronshagen war ein Amt im Herzogtum Holstein mit Sitz in Kronshagen.

## Geschichte
Das Amt war ein kleines Amt und bestand aus dem Ort Kronshagen und fünf königlichen Gehegen. Kronshagen gehörte seit 1334 dem Heiligengeisthospital in Kiel. 1572 verkaufte Kiel es an den Gottorfer Herzog Adolf I. Dieser wandelte ihn in ein herzogliches Dominialgut um. 1667 wurde es als Adliges Gut verkauft und 1769 zurückerworben und in ein herzogliches Amt umgewandelt. 1773 wurde das Gebiet mit dem Vertrag von Zarskoje Selo an den König von Dänemark übertragen und das Amt wurde als königliches Amt Cronshagen fortgeführt. 1855 hatte das Amt 2342 Einwohner. Das Amt wurde in dänischer Zeit durch einen Amtmann mit Sitz in Bordesholm verwaltet, der in Personalunion auch das Amt Kiel und das Amt Bordesholm verwaltete. Die Ämter waren damals Eingangsgerichte und Verwaltungsinstanzen, die Trennung der Rechtsprechung von der Verwaltung war noch nicht eingeführt.
Durch die preußische Verwaltungsreform 1867 wurde das Amt aufgelöst und durch den neuen Kreis Kiel mit Sitz in Bordesholm ersetzt. Die Gerichtsfunktion ging dabei auf das Amtsgericht Kiel über. 